# 'т-Гарде
'т-Гарде (нід. 't Harde) — село в нідерландській провінції Гелдерланд. Входить до муніципалітету Елбюрг.
Розвиток села був значною мірою пов'язаний із будівництвом поблизу військової бази, на якій відповідно до програми Ядерного обміну НАТО протягом 1961—1992 зберігалося американська тактична ядерна зброя.